# Laurette Taylor
Laurette Taylor, nata Loretta Helen Cooney (New York, 1º aprile 1884 – 7 dicembre 1946), è stata un'attrice statunitense.

## Biografia
Nata a New York da famiglia di origine irlandese, il suo vero nome era Loretta Helen Cooney.

### Vita privata
Attrice teatrale di successo, si sposò due volte. La prima nel 1900 con Charles A. Taylor, da cui ebbe due figli, Dwight e Marguerite.
Il matrimonio durò dieci anni. Dopo il divorzio nel 1910, nel 1912 Laurette si sposò con il commediografo britannico J. Hartley Manners, l'autore della commedia Peg o' My Heart tratta dal romanzo di Mary O'Hara, una commedia che Laurette interpretò sui palcoscenici di tutti gli Stati Uniti e che consolidò il successo della sua carriera.
L'attrice girò tre film, due diretti da King Vidor e uno di Clarence Badger, tutti e tre tratti dai lavori teatrali del marito. Di Peg del mio cuore di King Vidor sono rimasti 6 rulli, conservati alla Motion Picture Division della Library of Congress. L'attrice interpretò Lola nell'omonima famosa opera teatrale diretta da Owen Davis (Broadway, 14 marzo 1911).
Manners e Taylor restarono sposati fino al 1928, quando Manners morì a 62 anni a causa di una trombosi.
La bis-nipote di Laurette Taylor, Chloe Taylor fa l'attrice a Los Angeles.

### Attrice acclamata
Laurette Taylor diventò un'attrice acclamata dopo la sua prima apparizione a Broadway in The Great John Ganton nel 1908 dove recitava a fianco di George Fawcett. Costruì la sua reputazione in alcune produzioni teatrali come The Ringmaster, Alias Jimmy Valentine, Seven Sisters, Lola Lola, The Bird of Paradise e Peg o' My Heart che restò in cartellone dal 20 dicembre 1912 al maggio 1914 per un totale di 603 rappresentazioni.
Con la commedia girò per tutti gli Stati Uniti. Il lavoro venne ripreso a Broadway il 14 febbraio 1921 al Cort Theater dove restò in scena per altre ulteriori 692 repliche. Ebbe grande successo anche come protagonista in Out There, One Night in Rome, The Wooing of Eve e con la produzione di Laurette Taylor in Scenes From Shakespeare. In questo lavoro, era protagonista di alcune scene tratte da Romeo e Giulietta, Il mercante di Venezia e La bisbetica domata.
Nel 1924, Taylor fu protagonista della versione cinematografica di un altro successo teatrale del marito, Happiness, che in Italia prese il nome di Felicità. Anche in questo secondo film come nel precedente fu diretta da King Vidor. Il suo personaggio era quello di una giovane commessa, Jenny Wray. Nel cast, al suo fianco appaiono gli attori Hedda Hopper e Pat O'Malley.
La sua personalità fuori misura, i suoi umori mercuriali e la sua leggendaria eccentricità ben conosciuta, furono gli elementi che ispirarono Noël Coward a scrivere la commedia Hay Fever dopo che lo scrittore, amico di famiglia, passò un fine settimana a casa di Laurette Taylor. Il testo teatrale conobbe un grande successo ma la disamina impietosa dei tic e degli eccessi della famiglia della protagonista in cui si riconobbe senza alcun dubbio l'attrice, incrinarono la sua amicizia con Coward.

## Spettacoli teatrali
- The Great John Ganton - 3 maggio 1909 - giugno 1909
- The Ringmaster - 9 agosto 1909 - settembre 1909
- Mrs. Dakon - 14 dicembre 1909 - 15 dicembre 1909
- Alias Jimmy Valentine - 21 gennaio 1910 - giugno 1910
- Seven Sisters - 20 febbraio 1911- marzo 1911
- Lola, di Owen Davis (Broadway, 14 marzo 1911)
- The Bird of Paradise - 8 gennaio 1912-13 aprile 1912
- Peg O' My Heart - 20 dicembre 1912-maggio 1914
- Just as Well - 6 marzo 1914
- The Day of Dupes - 6 marzo 1914
- Happiness - 6 marzo 1914
- The Harp of Life - 27 novembre 1916-marzo 1917
- Out There - 27 marzo 1917-giugno 1917
- The Wooing of Eve - 9 novembre 1917-dicembre 1917
- Happiness, ripresa - 31 dicembre 1917-maggio 1918
- Laurette Taylor in Scenes from Shakespeare, scene da:

The Merchant of Venice
Romeo and Juliet
The Taming of the Shrew - 5 aprile 1918
- Out There, ripresa - 17 maggio 1918
- One Night in Rome - 2 dicembre 1919-giugno 1920
- Peg O' My Heart, ripresa - 14 febbraio 1921- ottobre 1922
- The National Anthem - 23 gennaio 1922-aprile 1922
- Humoresque - 27 febbraio 1923-marzo 1923
- Sweet Nell of Old Drury - 18 maggio 1923-giugno 1923
- Pierrot the Prodigal - 6 marzo 1925-marzo 1925
- Trelawny of the "Wells" - 1º giugno 1925-7 giugno 1925
- In a Garden - 16 novembre 1925-gennaio 1926
- The Furies - 7 marzo 1928-aprile 1928
- A Night of Barrie

Alice Sit-by-the-Fire
The Old Lady Shows Her Medals (7 marzo 1932)
- Outward Bound - 22 dicembre 1938-22 luglio 1939
- The Glass Menagerie - 31 marzo 1945-3 agosto 1946

## Filmografia
- Peg del mio cuore (Peg O' My Heart), regia di King Vidor (1922) - ruolo di Margaret O'Connell / Peg
- Felicità (Happiness), regia di King Vidor (1924) - ruolo di Jenny Wreay
- One Night in Rome, regia di Clarence G. Badger (1924) - ruolo della duchessa Mareno / Madame Enigma